# スカンエア
スカンエア（Scanair）は、1961年から1994年までスウェーデンのストックホルムブロンマに本社を置いていたチャーター便の運航会社である。

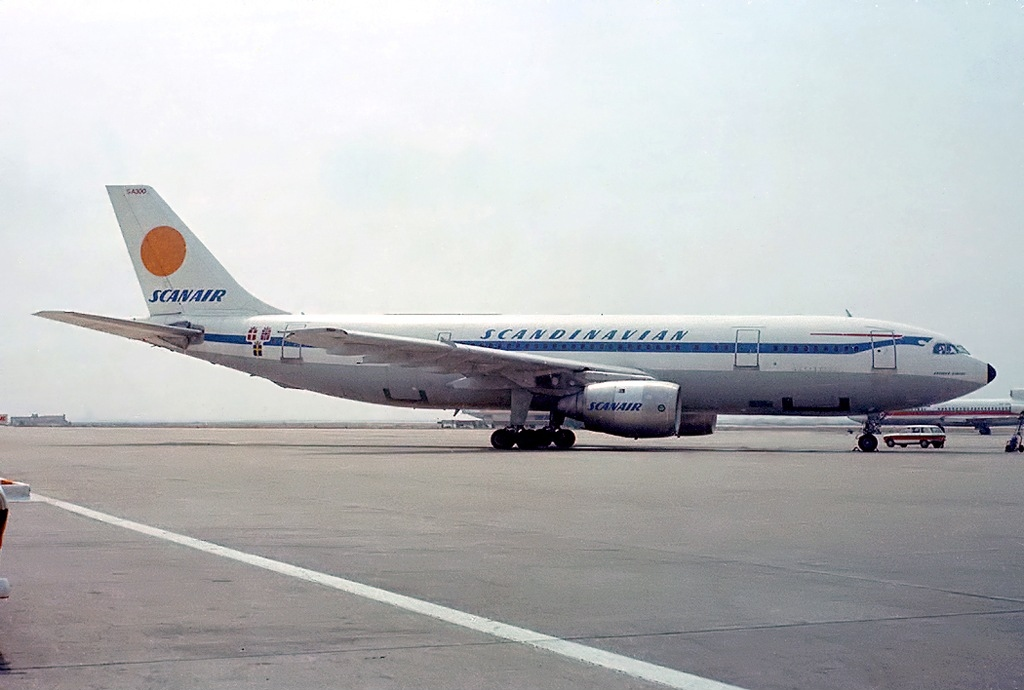
スカンエアのエアバスA300B2-1C

## 歴史

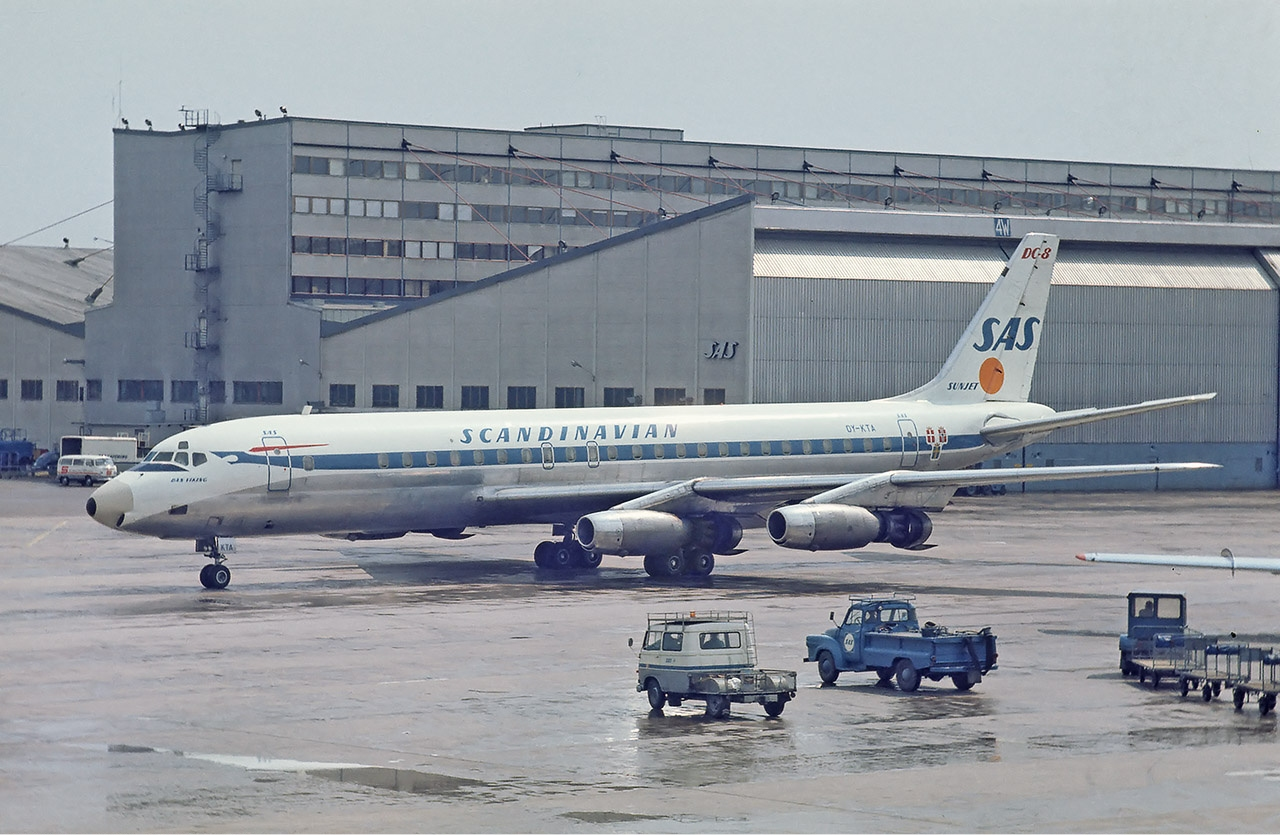
ダグラス DC-8-33

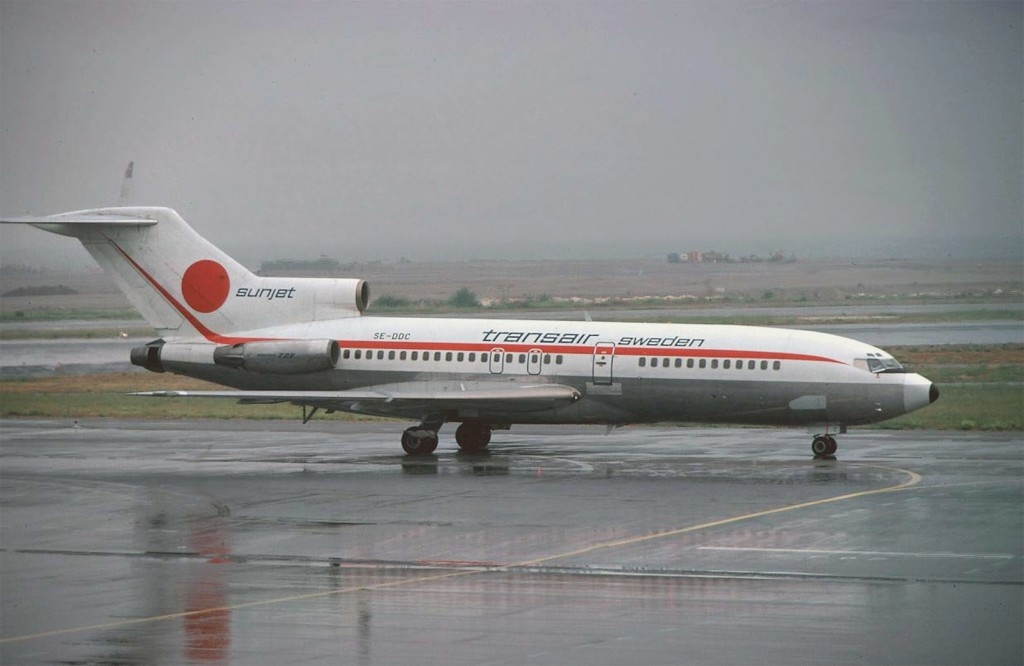
ボーイング727-100

スカンエアは、1961年6月にスカンジナビア航空の子会社としてデンマークで設立された。初期の頃は、ダグラス DC-7を使用し、スペインや北アフリカへチャーター便を運航していた。1965年に、本社をストックホルムへ移し、スカンジナビア航空の保有するダグラス DC-8での運航も開始した。まもなく、2機のボーイング727も機材に加わり、スカンジナビア周辺地域で最大のチャーター便運航会社となった。

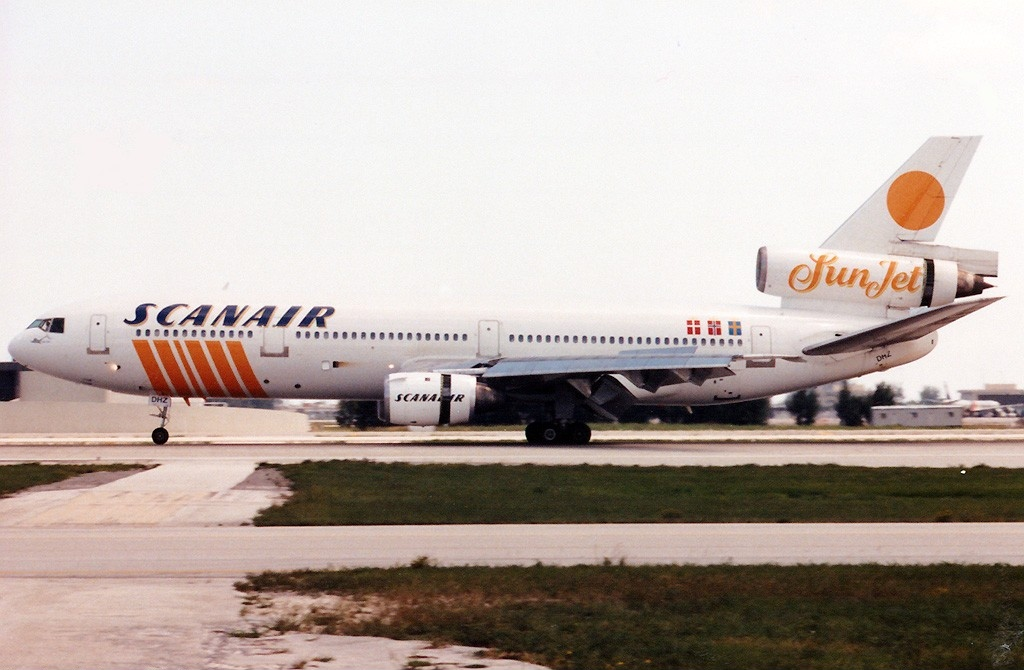
マクドネル・ダグラス DC-10-10

冬季には、カナリア諸島や、スリランカ、タイ、オーストリア、ドイツ、スイスなどのリゾート地へチャーター便を運航していた。定員を増やすため、エアバス A300を導入したが、さらに定員の多いマクドネル・ダグラス DC-10へ置き換えられた。スカンエアは、1980年代には年間200万人に利用されたが、1994年1月1日にコンエアーと合併し、プレミエアー（現、トーマス・クック航空スカンジナビア）となった。

## 保有機材
スカンエアが保有していた機材は以下の通り。
| 機材                       | 保有数 | 備考                            |
| -------------------------- | ------ | ------------------------------- |
| ダグラス DC-8              | 21     | -55/-61/-62/-62CF/-63/-63PF型機 |
| マクドネル・ダグラス DC-10 | 12     | -10/-30型機                     |
| マクドネル・ダグラス MD-82 | 3      |                                 |
| マクドネル・ダグラス MD-83 | 5      |                                 |
| ボーイング747              | 5      | -143/-283B/-283BM型機           |
| エアバス A300B4            | 3      | -120型機                        |

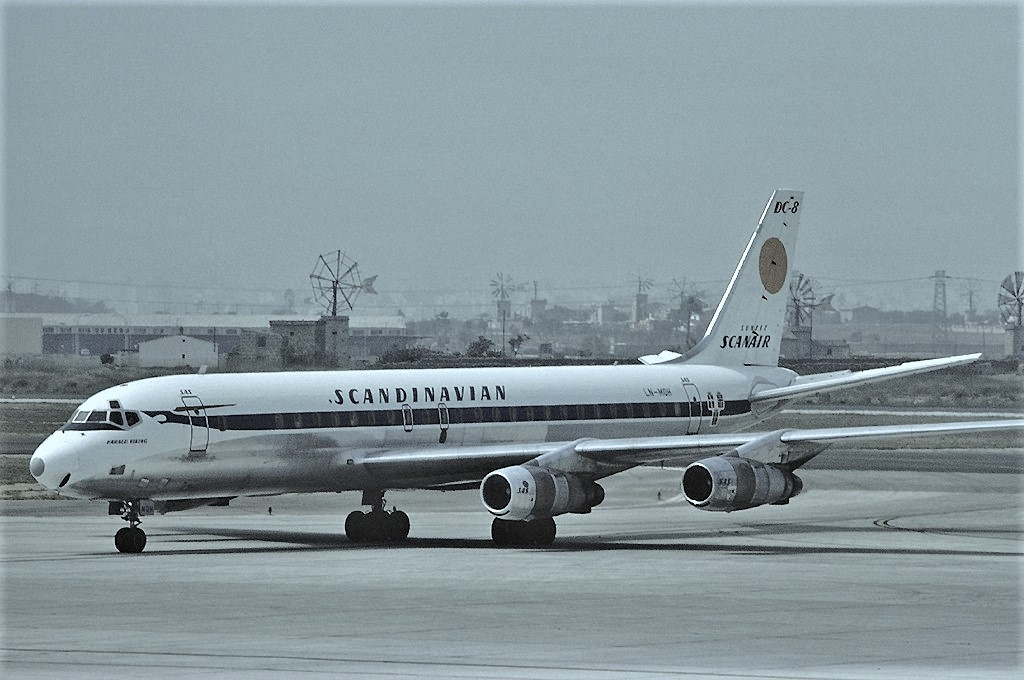
ダグラス DC-8-55
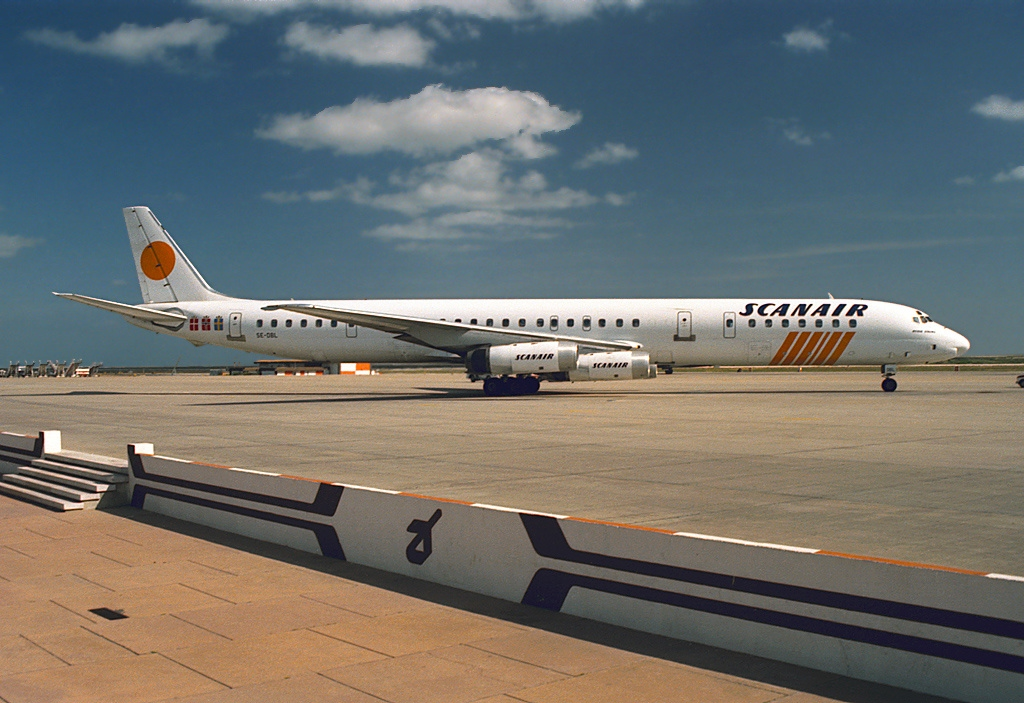
ダグラス DC-8-63
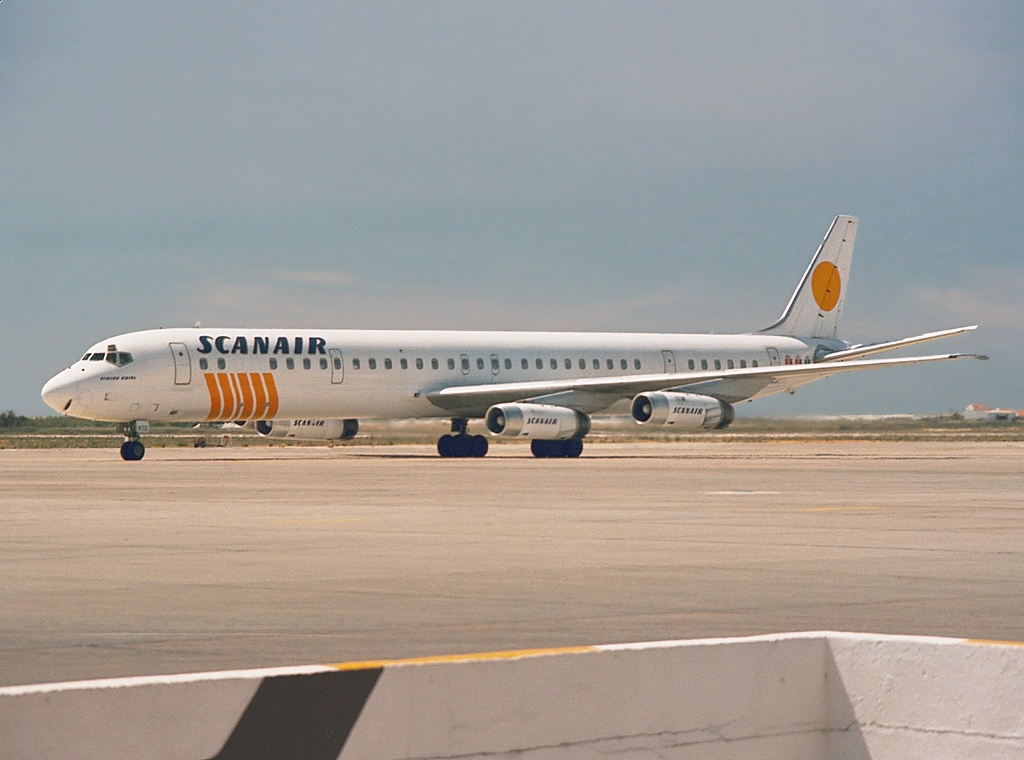
ダグラス DC-8-63PF
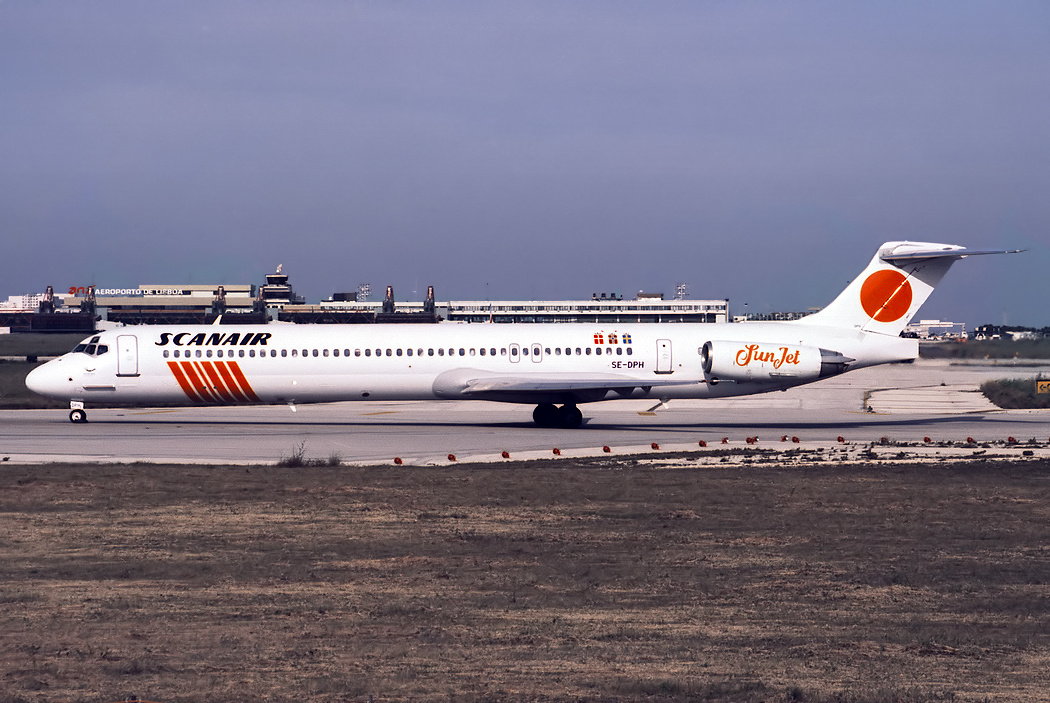
マクドネル・ダグラス MD-83
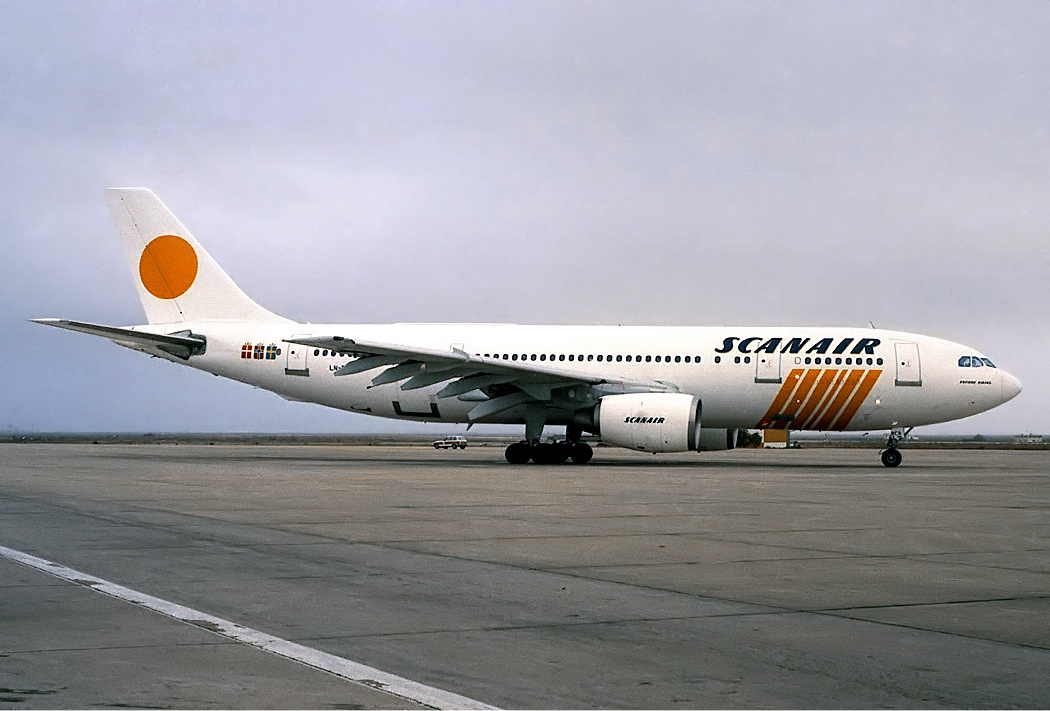
エアバス A300B4-120